# 八沢木村
八沢木村（やさわぎむら）は秋田県平鹿郡にあった村。現在の横手市北西端にあたる。

## 地理
- 山：鉢位山、勝軍山、保呂羽山

## 歴史
- 1889年（明治22年）4月1日 - 町村制の施行により、八沢木村、上溝村、坂部村、猿田村の区域をもって発足。
- 1955年（昭和30年）4月1日 - 大森町と合併し、改めて大森町が発足。同日八沢木村廃止。

## 交通

### 鉄道路線
- 羽後交通
  - 横荘線
    - 上溝駅 - 八沢木駅